# Adelbert van Egmond
De heilige Adelbert (ook genoemd Adelbertus van Egmont, Aalbrecht of Adalbert) (overleden ca. 740) was een missionaris in Holland. Hij was, evenals Willibrord, een leerling  van Sint-Egbert van Rathmelsigi en zou met Willibrord vanuit Ierland de overtocht hebben gemaakt. Naast het verkondigen van het evangelie zou hij ook een wonder hebben verricht. Na zijn dood ontstond een cultus rondom zijn graf.

## Graf van Adelbert
Adelbert werd begraven te Egmond, thans Egmond-Binnen. Boven het graf werd een kerkje gebouwd, waar Adelbert werd vereerd en waar de beenderen van Adelbert als relikwie werden bewaard. Hier trokken veel gelovigen naartoe vanwege de wonderen die er zouden hebben plaatsgevonden. De toeloop vormde al gauw een aanzienlijke bron van inkomsten. De feestdag van Adelbert valt op 25 juni. Op deze feestdag wordt jaarlijks te Egmond-Binnen aan de voet van de duinen op de Adelbertusakker bij de Adelbertusput, waar de fundamenten van het oude kerkje nog te vinden zijn, een H. Mis opgedragen, die door vele pelgrims wordt bezocht.

## Historische bronnen over St. Adelbert
Het meeste van wat we weten over Adelbert is afkomstig van de monnik Ruopert van Mettlach. Aan het eind van de 10e eeuw stuurde Egbert, bisschop van Trier en zoon van graaf Dirk II van Holland, deze Ruopert naar Egmond om de plaatselijke verhalen over Adelbert vast te leggen. Ruopert verwerkte deze overleveringen tot een "Vita"(= biografie). Behalve met betrekking tot het leven en de persoon van Adelbert, is dit werk van bijzondere betekenis voor de kennis van de vroege geschiedenis van het graafschap Holland.
De Vita beschrijft hoe Adelbert in de 10e eeuw aan de non Wilfsit opdracht geeft om zijn stoffelijke resten te vereren. Graaf Dirk I liet op haar aandringen de botten opgraven en in het nieuw gestichte nonnenklooster herbegraven. Bij deze werkzaamheden ontstond een geneeskrachtige bron die de naam Adelbertusput kreeg. Dirk I liet in Egmond) een kapel bouwen. Deze kapel werd bij het Beleg van Alkmaar (1573) verwoest.

## Schedel van Adelbert
In 1984 werd de schedel van Adelbert wetenschappelijk onderzocht, gedateerd en gereconstrueerd. Tegenwoordig heeft de schedel van Adelbert een laatste rustplaats onder het altaar van de abdijkerk van de Sint-Adelbertabdij en is nog immer een bron van devotie.

## Vernoeming
Behalve de Adelbertusput, de Adelbertusakker en de Sint-Adelbertabdij waar in nauwe samenwerking met Brouwerij Egmond abdijbier van het merk Sancti Adalberti wordt gebrouwen, zijn diverse parochiekerken, scholen, straten en verenigingen naar Sint Adelbert vernoemd, vooral in Kennemerland. In Egmond-Binnen heet de parochiekerk H. Adelbertus en is er de sportvereniging Sint Adelbert. In Alkmaar heet een basisschool St. Adelbertusschool en in Spaarndam St. Adalbertusschool (met "a"). In Bergen NH is een Sint Adelbertuslaan, waaraan de voormalige St. Adelbertusschool staat, die is opgegaan in de Matthieu Wiegmanschool. Het gebouw wordt nu gebruikt als dependance van de (Vrije) A. Roland Holstschool. In Wassenaar staat het Adelbert College, een Rooms Katholieke middelbare school.